# 小行星21799
小行星21799（21799 Ciociaria）是一颗绕太阳运转的小行星，为主小行星带小行星。该小行星于1999年10月1日发现。

## 轨道参数
小行星21799的轨道半长轴为3.0735133 UA，离心率为0.131。